# مارتن إليوت
مارتن إليوت (بالإنجليزية: Martin Elliott)‏ هو مصور بريطاني، ولد في 12 يوليو 1946 في Oldbury, West Midlands ‏ في المملكة المتحدة، وتوفي في 24 مارس 2010 في ترورو في المملكة المتحدة بسبب سرطان.